# Xiang Zhang

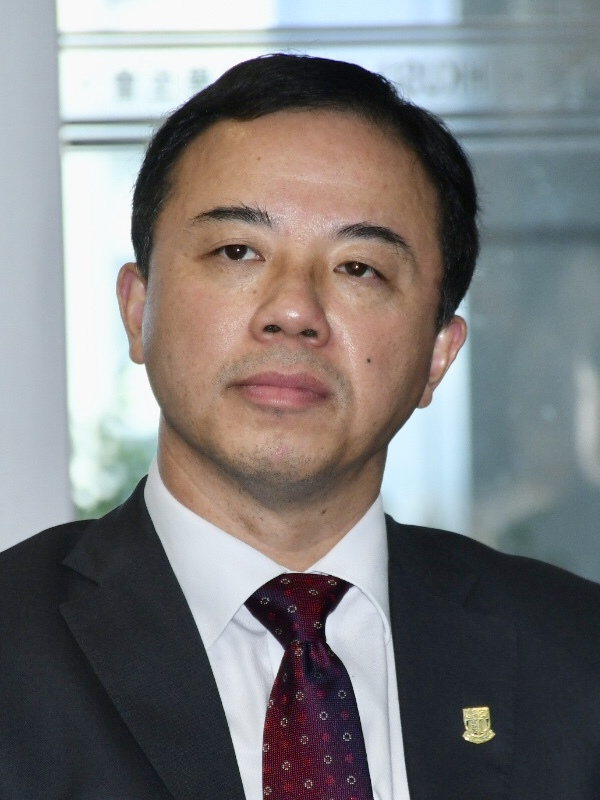
Xiang Zhang, 2018

Xiang Zhang (chinesisch 張翔 / 张翔, Pinyin Zhāng Xiáng; * August 1963 in Nanjing, Volksrepublik China) ist ein chinesisch-amerikanischer Physiker im Bereich der Nanotechnologie.
Zhang erhielt 1996 den Ph.D. vom UC Berkeley. Von 1996 bis 1999 war er Assistenzprofessor an der Pennsylvania State University und von 1999 bis 2004 Associate Professor und dann Professor am UCLA, bevor er zum UC Berkley ging. Dort ist Zhang Ernest S. Kuh Endowed Chaired Professor und zudem Director of NSF Nano-scale Science and Engineering Center (NSEC). Ferner ist er gewähltes Mitglied der National Academy of Engineering (NAE) und Fellow von APS (The American Physical Society), OSA (The Optical Society of America), AAAS (The American Association for the Advancement of Science) und SPIE (The International Society of Optical Engineering).
Zhang veröffentlichte mehr als 180 Arbeiten. Seine Forschungsschwerpunkte sind Nanotechnologie, Materialwissenschaften, Biotechnologie und Photonik. Seit Juli 2018 hat Zhang das Amt des Rektors der Hong Kong University inne.

## Auszeichnungen
- 1997: NSF CAREER Award
- 1998: SME Dell K. Allen Outstanding Young Manufacturing Engineer Award
- 1999: ONR Young Investigator Award
- 2004: Distinguished Lecturer der University of Texas in Austin
- 2004 bis 2009: Chancellor’s Professorship vom UC Berkeley
- 2005: Distinguished Lecturer beim SEMETECH
- 2006: R&D Magazine: Top 25 the Most Innovative Products of 2006
- 2007: Discover Magazine: "Top 100 Science Stories"
- 2008: Time Magazine: "Top Ten Scientific Discoveries of the Year" und 50 Best Inventions of the Year"
- 2009: Rohsenow Lecturer beim MIT
- 2016: Max Born Award
- 2016: Julius-Springer-Preis für angewandte Physik
- 2017: A. C. Eringen Medal